# Продромос Скотидас
Продромос Скотидас (на гръцки: Πρόδρομος Σκοτίδαs ή Ποζιαρίτης ή Ποζιαρίδης, също Позиаритис или Позиаридис) е гръцки революционер, деец на гръцката въоръжена пропаганда в Македония от началото на XX век.

## Биография
Скотидас е роден в берското село Рапсоманики, тогава в Османската империя. Негов полубрат е Димитриос Кацамбас, майка им Кирана е от Позаритес от рода на Полизогопулос, участник в гръцката война за независимост.
Скотидас през 1887 година забягва в планината като клефт (хайдутин), а след това се включва в гръцката пропаганда в Македония, като подпомага андартските капитани Василиос Ставропулос, Михаил Анагностакос, Телос Агапинос, Гоно Йотов и Йоанис Симаникас край Ениджевардарското езеро. Квалифициран е като агент от трети ред Той създава втората гръцка база в езерото. Василиос Ставропулос го описва така:
| „ | Скотидас беше страшен човек, до момента, в който влезе в четата ми, беше крадец и заедно с двама-трима други обикаляха и убиваха турци и грабеха. Беше много добър стрелец и имаше голяма сила на духа. Можеше да изчака и 2 и 3 дни на едно място жертвите си, за да преминат и да ги убие. 18 години крадец имаше брада до коляното, никога не си свали черната риза, нито си обръсна брадата, понеже показваше мъжеството му, но помагаше много и се бореше като лъв. | “ |

Въпреки обявяването на Младотурската революция от юли 1908 година Продромос Скотидас не се доверява на младотурците и стои настрана. През 1912 година участва в Балканската война, а през Междусъюзническата война се бие на страната на Гърция в битката при Лахна.
Неговите наследници живеят в Александрия и в Атина.